# Bumba (televisieprogramma)
Bumba is een Vlaams tv-programma voor peuters, gecreëerd door Jan Maillard en in productie gebracht door Studio 100. Bumba wordt geregeld herhaald op Ketnet (K'tje van Ketnet) en Z@ppelin. Eén aflevering duurt ongeveer 4 minuten.
Tussen 2004 en 2006 zijn 150 afleveringen van Bumba verschenen. Sinds 2010 worden er regelmatig nieuwe, thematische reeksen gemaakt van 10 tot 20 afleveringen:
- Bumba in Afrika (2010)
- Bumba in Azië (2010)
- Bumba in de Sneeuw (2011)
- Bumba in Australië (2012)
- Bumba in de Ruimte (2012)
- Bumba in de Far West (2013)
- Bravo Babilu (2014)

## Figuren

### Bumba
Bumba is een clown die allerlei fratsen uithaalt in het circus, waar hij diverse vrienden heeft. Hij heeft ook een toverstaf, wat hij zijn "Sticky Magico" noemt. Hij draagt een gele jurk met een rood hart en een hoedje met 2 cirkels.
Bumba wordt gespeeld door Patrick Maillard en heeft de stem van Jan Maillard.

### Bumbalu
Bumbalu is de beste vriend van Bumba. Hij draagt een rood pak met zwarte knopen en een klein hoedje. Hij wordt gespeeld door Dirk Verbeeck met de stem van Jan Van Looveren.

### Bumbina
Bumbina is het beste vriendinnetje van Bumba en werd geïntroduceerd in mei 2022.

### Overige figuren

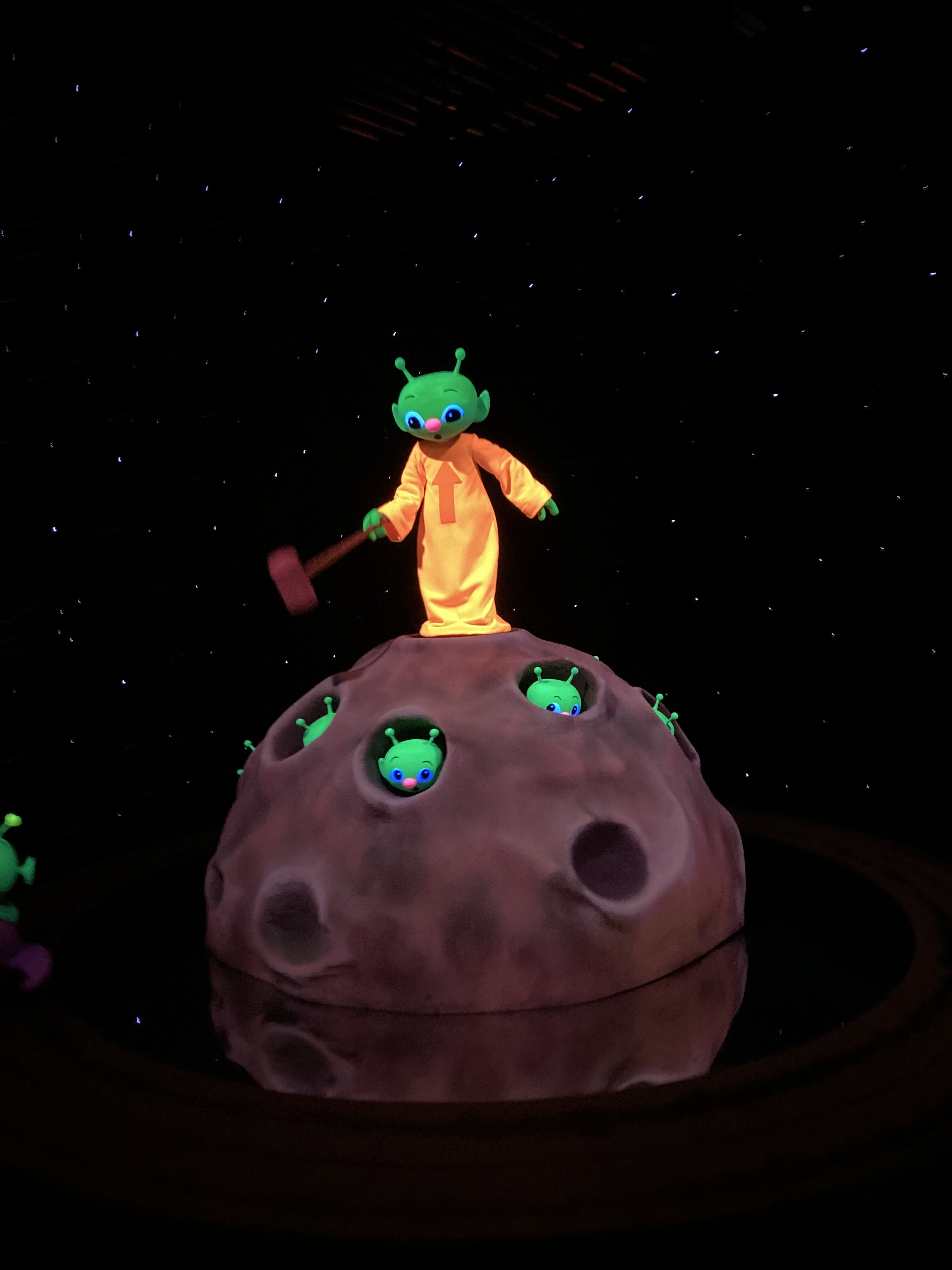
Arro het ruimtemannetje in Op Reis met Bumba in Plopsaland De Panne.

In het programma keren diverse figuren (meestal dieren) regelmatig terug, zoals:
- Babilu - De baby.
- Kiwi - Een dansende, zingende vogel.
- Tumbi - Een olifant met acrobatische trekjes.
- Pantuf - Een nijlpaard met acrobatische trekjes.
- Bumbum - Een neushoorn met acrobatische trekjes.
- Babaki - Een hondje.
- Gwido - Een pinguïn.
- Zazati - Een Chinese tovenaar.
- Nanadu - Een dansende beer.
- Sligo - Een circusslak.
- Carla - Een kip die gekleurde eieren legt.
- Harry - Het kleine harige aapje uit de eerste 100 afleveringen.
- Poppa - Een aap in een rood broekpak die net zo groot is als Bumba.
- Suzy - Een zeeleeuw.
- Kiko - Een kikker.
- Barry - Een circusleeuw.
- Arro - Een ruimtemannetje.

Tijdens de afleveringen is een vertelstem te horen, in Vlaanderen is dit Marc Peeters en in Nederland is dit Kees Meerman.

## Bumba in dePlopsaparken
Door het grote succes van Bumba is de clown veelvuldig terug te vinden in de Plopsa parken, die gerund worden door Studio 100.

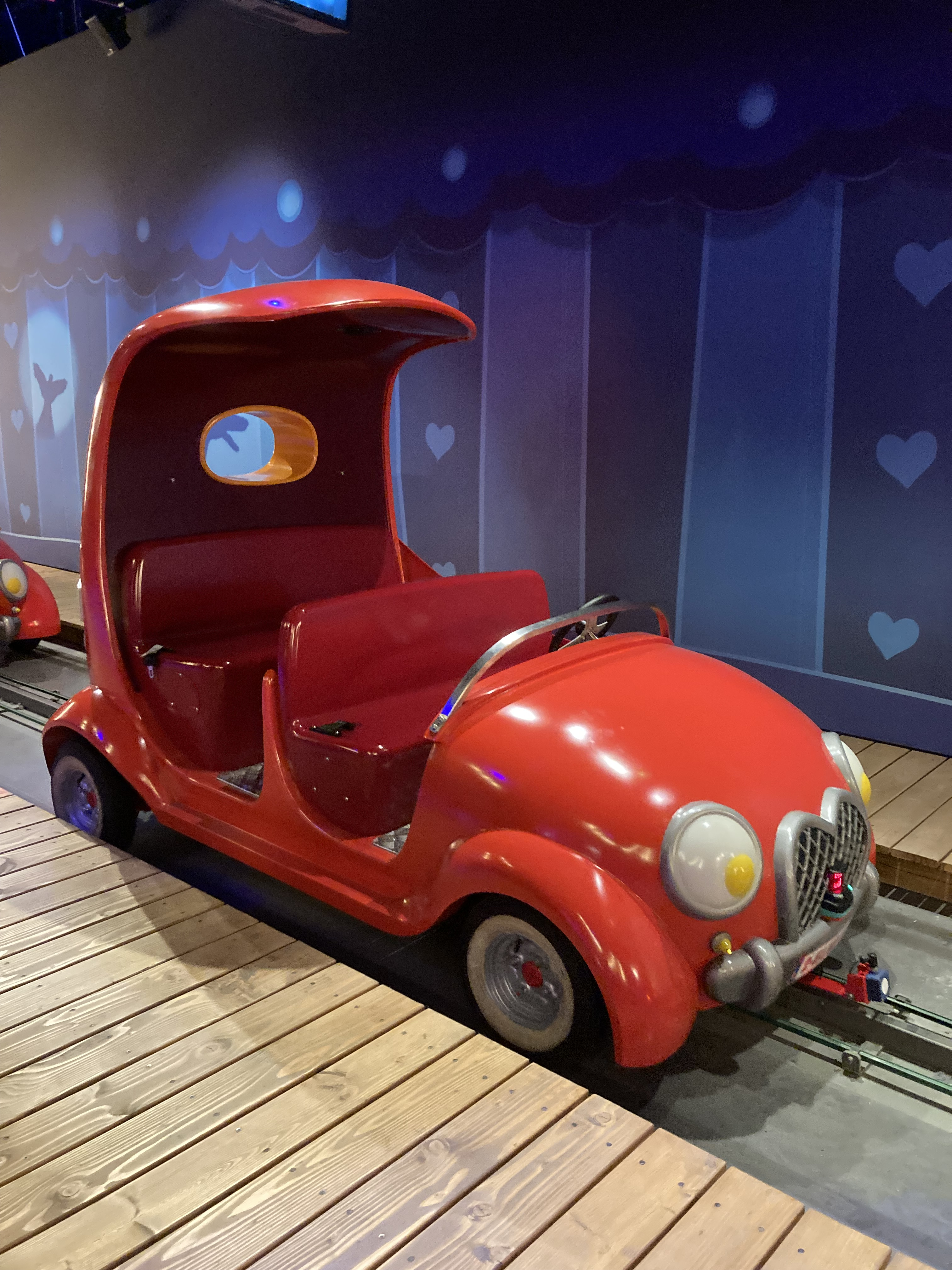
Een wagen van Op Reis met Bumba in Plopsaland De Panne.

### Circus Bumba inPlopsaland De Panne
Op 8 juli 2023 opende Plopsaland De Panne het indoorgebied Circus Bumba. Dit themagebied vervangt het voormalige Bumba Theater (of Klein Theater) en staat volledig in het teken van Bumba en omvat een restaurant (De Spiegeltent), een theater, een winkel, een ballenbad met speeltuin en drie attracties (Op Reis met Bumba, Bumballoon en De Dolle Busrit).

#### Op Reis met Bumba
De hoofdattractie van Circus Bumba is een darkride waar Bumba de bezoekers meeneemt op een reis rond de wereld.

##### Bumba theater
Het Bumba Theater is een klein theater in Circus Bumba waar dagelijks shows en meet en greets plaatsvinden. Momenteel wordt de show "Bumba maakt muziek" opgevoerd. Voor de komt van Circus Bumba was er een Bumbashow te zien in het Proximus Theater genaamd "Bravo Babilu".

### Plopsa Indoor Hasselt
In Plopsa Indoor Hasselt wordt dagelijks de "Bumba Magico Show" opgevoerd in het theater. Ook is er een fotomoment en een Bumbaspeeltuin.

### Plopsa Indoor Coevorden
In Plopsa Indoor Coevorden wordt dagelijks de show "Bumba gaat op reis" opgevoerd in het theater. Ook is er een fotomoment en heeft Bumba twee eigen attracties, de Bumbamolen en de Bumbaspeeltuin.

### Plopsaland ArdennesenPlopsa Station Antwerp
In Plopsaland Ardennes en Plopsa Station Antwerp heeft Bumba geen show maar wel een fotomoment. Plopsa Station Antwerp heeft ook een Bumbamolen.

## Internationaal succes
Bumba behoort tot de populaire exportproducten van Studio 100. Het programma is onder meer verkocht aan Canada en Duitsland.
| Land/Regio          | Zender    | Datum             | Taal       |
| ------------------- | --------- | ----------------- | ---------- |
| Vlaanderen, Brussel | Ketnet    | 30 augustus 2004  | Nederlands |
| Nederland           | TROS      | 2007              | Nederlands |
| Canada              | TFO       | 2006              | Frans      |
| Wallonië, Brussel   | RTL-TVI   | 2007              | Frans      |
| Duitsland           | Junior TV | 16 september 2009 | Duits      |
| Spanje              | TV3       | Oktober 2009      | Catalaans  |

## Afgeleide producten

### Theatertours
| Naam                             | Regio                | Periode                                            | Cast |
| -------------------------------- | -------------------- | -------------------------------------------------- | --- |
| Met Bumbina In Dromenland        | Vlaanderen Nederland | Najaar 2023 (Vlaanderen) Voorjaar 2024 (Nederland) | Bumba: Jodi Heremans Bumbalu: Anne Swinckels Loesje: Louisa Peters Circus directeur: Aaron de Veene                   |
| Bumbina komt spelen              | Vlaanderen Nederland | Najaar 2022 (Vlaanderen) Voorjaar 2023 (Nederland) | Bumba: Jodi Heremans Bumbalu: Anne Swinckels Bumbina: Louisa Peters Verteller: Remi de Smet                           |
| Bumba Op Reis                    | Vlaanderen Nederland | Najaar 2021 (Vlaanderen) Voorjaar 2022 (Nederland) | Bumba: Laura Voigtmann Bumbalu: Anna Van der Burgt Pim: Stijn Mac Gillavry Mama Pim: Ilse Vorstenbosch                |
| Bumba en het Magische Wonderboek | Vlaanderen Nederland | 2017-2018 (Vlaanderen) 2018-2019 (Nederland)       | Bumba: Laura Voigtmann Bumbalu: Ilse Vorstenbosch Lies: Lien Focke Lars: Danny de Jong                                |
| Bumba in Dromenland              | Vlaanderen Nederland | Najaar 2016 (Vlaanderen) Voorjaar 2017 (Nederland) | Bumba: Laura Voigtmann Bumbalu: Ilse Vorstenbosch Loesje: Tanja de Raad/Free Souffriau Circus directeur: Mario Perton |

### Bioscoopfilm
Op 9 december 2023 ging de allereerste bioscoopfilm van Bumba in première. De film heet "Het Grote Verjaardagsfeest" en gaat over het verjaardagsfeest van de circusdirecteur. De film is volledig afgestemd op het jonge Bumba-publiek, met interactieve momenten, gedempt geluid en een gedeeltelijk zaallicht om de kleintjes op een comfortabele manier te laten genieten van de film.

### Dvd's van Bumba
Reeks 1
- 1.Bumba 1 (2005)
- 2.Bumba 2 (2005)
- 3.Bumba 3 (2006)
- 4.Nanadu (2006)
- 5.Kiwi (2007)
- 6.Pantuf (2008)
- 7.Tumbi (2009)
- 8.Zazati (2009)
- 9.Suzu (2011)

Bumba De Wereld Rond
- Bumba in Afrika / En Afrique (2010)
- Bumba in Azië / En Asie (2010)

Bumba De Wereld Rond Vol. 2
- Bumba in de Sneeuw (2011)
- Bumba in Australië (2012)
- Bumba in de Ruimte (2012)
- Bumba in de Far West (2013)

'Bumba in Australië' is uitgebracht in 2012. Hoewel deze uitkwam na 'Bumba in de Sneeuw' en voor 'Bumba in de Ruimte', zit hij volgens de productomschrijving niet in de box set.
Het Beste Van Bumba
- 'Het beste van Bumba 1' is uitgebracht in 2006
- 'Het beste van Bumba 2' is uitgebracht in 2006
- 'Het beste van Bumba 3' is uitgebracht in 2010

### Cd's
- Bumba 1 (2007)
- Bumba 2 (2011)

### Singles
Digitale singles
- Bumba gaat wandelen (2010)

## Trivia
- Het programma heette oorspronkelijk Buba, maar dit moest veranderd worden omdat een ander bedrijf deze naam al had beschermd.
- De reeks wordt gemaakt met behulp van een techniek genaamd chromakey. Alles wordt opgenomen voor een blauwe achtergrond en later kunnen hier diverse achtergronden op geplaatst worden. De figuren die gebruikt worden voor de televisieopnames zijn ongeveer 2 meter hoog. De figuren in de themaparken zijn kleiner gemaakt, zodat personen er beter in passen.